# Atractus emigdioi
Atractus emigdioi är en ormart som beskrevs av Gonzales-Sponga 1971. Atractus emigdioi ingår i släktet Atractus och familjen snokar. Inga underarter finns listade.
Arten förekommer i västra Venezuela i delstaterna Trujillo och Mérida. Honor lägger ägg.